# Partito d'Azione
Il Partito d'Azione (PdA) è stato un partito politico italiano di centro-sinistra fondato nel 1942.
Trasse il nome dall'omonimo partito fondato da Giuseppe Mazzini nel 1853 e scioltosi nel 1867, che aveva avuto tra i suoi obiettivi le elezioni a suffragio universale, la libertà di stampa e di pensiero, la responsabilizzazione dei governi nei confronti del popolo. Venne ricostituito il 4 giugno 1942 nell'abitazione romana di Federico Comandini. Ebbe vita breve e si sciolse nel 1947. I suoi membri furono chiamati "azionisti" e il suo organo ufficiale era L'Italia libera.

## Storia

### La nascita e i "sette punti"

Ugo La Malfa

Il Partito d'Azione mazziniano aveva sostenuto le campagne di Garibaldi per l'unità d'Italia, ma si sciolse in seguito alle sconfitte sull'Aspromonte (1862) e a Mentana (1867). I membri del partito, dopo lo scioglimento, confluirono nell'estrema sinistra di Agostino Bertani e Felice Cavallotti. Il pensiero mazziniano fu in seguito fonte d'ispirazione del Partito Repubblicano Italiano (1895), del movimento politico Giustizia e Libertà di Carlo Rosselli (1929) e del Partito d'Azione del 1942.
Dopo i primi insuccessi militari della seconda guerra mondiale e il conseguente indebolimento del regime fascista, in Italia alcuni oppositori democratici di ideologia repubblicana sentirono l'esigenza di costituire un nuovo soggetto politico, essendo stata trasferita all'estero l'organizzazione dei principali partiti di sinistra (PRI, PSI e PCI). Alcune di queste personalità erano di estrazione liberal-democratica, come Ugo La Malfa, Piero Calamandrei, Adolfo Tino, Giovanni Battista Boeri e Mario Bracci, altre del mondo progressista e radicale come Guido Dorso, Tommaso Fiore, Luigi Salvatorelli, Adolfo Omodeo, oltre ai liberal-socialisti di Guido Calogero, Norberto Bobbio e Tristano Codignola. L'elaborazione politica di questi ultimi si era sviluppata in via del tutto autonoma da quella di Giustizia e Libertà e la loro aggregazione fu una scelta tattica del gruppo di La Malfa e Adolfo Tino.
Il 4 giugno 1942 si costituì clandestinamente il Partito d'Azione, nella casa romana del repubblicano Federico Comandini, alla presenza di suo cognato Guido Calogero, di Ugo La Malfa, Mario Vinciguerra, Edoardo Volterra, Franco Mercurelli, Vittorio Albasini Scrosati, Alberto Damiani e di due delegati per l'Italia meridionale e la Sicilia. La Malfa illustrò ai presenti un programma in sette punti, il cui testo programmatico era stato già approvato in una riunione propedeutica a Milano, sette giorni prima, presenti gli stessi Vinciguerra, Albasini Scrosati e Damiani, nonché i delegati per Torino, Vicenza, Parma, Bergamo, Genova e Roma stessa.
I "sette punti" contenevano indicazioni di massima per un futuro ordinamento riformatore:
- costituzione di una repubblica parlamentare con classica divisione dei poteri;
- decentramento politico-amministrativo su scala regionale (regionalismo);
- nazionalizzazione dei grandi complessi industriali;
- riforma agraria (revisione dei patti colonici);
- libertà sindacale;
- laicità dello Stato e separazione fra Stato e Chiesa;
- proposta di una federazione europea di liberi Stati democratici.

Contrario alla pregiudiziale repubblicana contenuta nel primo punto, il liberale Leone Cattani abbandonò la riunione, rifiutando di aderire.

### La confluenza di Giustizia e Libertà nel Partito d'Azione

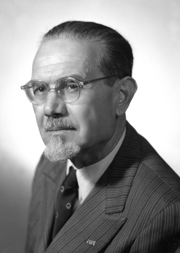
Emilio Lussu

Giustizia e Libertà era un movimento antifascista, fondato a Parigi nel 1929 dai fratelli Carlo e Nello Rosselli, Emilio Lussu e Alberto Tarchiani, con l'intenzione di riunire tutto l'antifascismo non comunista e non cattolico, che si era rifugiato e organizzato prevalentemente in Francia. Il movimento ebbe numerose adesioni clandestine anche in Italia, ma aveva subito dure persecuzioni da parte della polizia e dell'OVRA; gli stessi fratelli Rosselli furono uccisi dai sicari di un movimento francese filo-fascista nel 1937.
Tra i primi militanti di Giustizia e Libertà che aderirono al PdA vi furono Riccardo Bauer e Francesco Fancello, dal confino di Ventotene. Ivi, altri tre confinati, il "giellino" Ernesto Rossi, il socialista Eugenio Colorni e il comunista dissidente Altiero Spinelli rielaborarono il settimo punto del programma del PdA, concernente il federalismo europeo, e redassero il Manifesto di Ventotene (1943).
Con la caduta di Mussolini (25 luglio 1943), i militanti all'estero di Giustizia e Libertà rientrarono progressivamente in patria e confluirono nel nuovo partito. Il loro principale esponente, Emilio Lussu, rientrò il 15 agosto e fu subito inserito negli organismi di vertice del Partito d'Azione. Tale operazione fu una precisa scelta politica del gruppo dirigente azionista, in particolare di Ugo La Malfa.
Ernesto Rossi aderì al Pd'A dopo un convegno a Milano, tenutosi tra il 27 e il 28 agosto, mentre Altiero Spinelli attese ancora alcuni mesi (dicembre 1943). Silvio Trentin giunse in Italia il 6 settembre e fu subito investito della direzione veneta del Partito d'Azione. L'8 ottobre rientrò dall'esilio messicano Leo Valiani, il quale, nel gennaio 1944, fu nominato segretario del PdA Alta Italia e poi rappresentante del partito in seno al Comitato di Liberazione Nazionale dell'Alta Italia (CLNAI).
Il 29 ottobre 1943 Emilio Lussu scrisse al “centro meridionale del Partito d'Azione” che mai il partito avrebbe collaborato con Badoglio e con la Monarchia e di non preoccuparsi che GL scomparisse, perché “GL e PdA sono la stessa cosa e sarebbe fuori luogo ora far questione di denominazione”. Oltre a Lussu, Rossi, Valiani e Trentin, entrarono nel Pd'A anche Alberto Tarchiani e Alberto Cianca (per ricordare solo gli esponenti principali).

### La Resistenza

Bandiera delle Brigate Giustizia e Libertà

Durante la guerra partigiana, il Partito d'Azione fu attivo nell'organizzazione di formazioni partigiane, quali le brigate Giustizia e Libertà. Numericamente, le formazioni GL (dette "gielline" o "gielliste") erano seconde soltanto a quelle "garibaldine", riconducibili al Partito Comunista. I partigiani giellini si riconoscevano per i fazzoletti di colore verde. Tra costoro - tutti facenti parte del Partito d'Azione - si possono ricordare Ferruccio Parri, Antonio Giuriolo e Riccardo Lombardi.
Il convegno semiclandestino che si tenne a Firenze il 5 settembre 1943 vide il palesarsi di differenze ideologiche tra liberal-democratici e filo-socialisti. In tale occasione, Ferruccio Parri sostenne la necessità di organizzare una lotta popolare armata contro le divisioni tedesche che stavano calando sempre più agguerrite attraverso il confine del Brennero e fu nominato dai convenuti responsabile militare per il Nord Italia, mentre Riccardo Bauer lo fu per il Centro-Sud. Nell'esecutivo del partito furono eletti Ugo La Malfa, Riccardo Bauer, Francesco Fancello, Manlio Rossi Doria e Oronzo Reale.
Quattro giorni dopo, il 9 settembre alle ore 16.30, mentre era in corso la battaglia per la difesa della Capitale dall'esercito tedesco, a Roma, in via Carlo Poma, il partito, rappresentato da Ugo La Malfa e da Sergio Fenoaltea, prese parte alla fondazione del CLN - Comitato di Liberazione Nazionale, con la presenza di Pietro Nenni per il PSIUP, Giorgio Amendola per il PCI, Alcide De Gasperi per la Democrazia Cristiana, Meuccio Ruini per Democrazia del Lavoro e Alessandro Casati per i liberali. Parri sarà nominato comandante militare unico della Resistenza dal Comitato di Liberazione Nazionale (CLN).
Ai primi di novembre del 1943 Parri, Valiani, Egidio Reale, Alberto Damiani, Gigino Battisti e Adolfo Tino si incontrarono in Svizzera con i rappresentanti alleati Allen Dulles e John McCaffery per stringere accordi sullo sviluppo del movimento avviato in Italia. In tale sede, Parri si fece portavoce dell'idea mazziniana della guerra per bande sostenute dal popolo.
Il Comitato di Liberazione Nazionale Alta Italia (CLNAI) fu costituito nel dicembre del 1943, confermando a Ferruccio Parri l'incarico della responsabilità militare; contemporaneamente, il partito lo confermò nel comando delle formazioni GL.

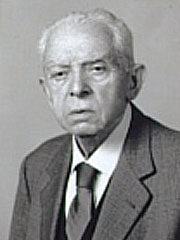
Leo Valiani

Riallacciandosi alla tradizione volontaristica mazziniana, Ferruccio Parri propugnò sin dall'inizio l'idea di un esercito di popolo, come modello organizzativo delle Brigate GL: si trattava – secondo il comandante piemontese – di ricostituire l'esercito disciolto l'8 settembre, trasformandolo con l'innesto di volontari civili e su base democratica; un esercito inteso come apparato militare di un governo nazionale e sovrano e non come strumento di guerriglia clandestina. Per tale motivo, inizialmente, Parri evitò ogni separazione tra l'organico del Partito d'Azione e quello dell'organismo unitario (il CLNAI) di cui era responsabile, ritenendosi il capo militare di tutto il movimento partigiano e non solo delle formazioni del suo partito.
Tale concezione fu ben presto superata dall'esigenza del Partito d'Azione di costituire un raggruppamento nazionale, dotato di un centro dirigente rappresentativo del partito stesso, articolato per comandi regionali o territoriali. Un modello organizzativo in tal senso fu deciso il 31 ottobre 1943 a Torre Pellice, in una riunione tra Parri e Valiani; la decisione fu ratificata e resa operativa il 14 febbraio 1944 dal comitato esecutivo per l'Alta Italia del Partito d'Azione.
A Roma, le squadre cittadine GL subirono subito arresti e perdite notevoli. Il 5 febbraio, per le percosse subite, morì in carcere Leone Ginzburg, redattore del foglio clandestino L'Italia Libera. Il 24 marzo, alle Fosse Ardeatine, ben cinquantasette furono i caduti appartenenti al Partito d'Azione, tra i quali Pilo Albertelli, Ugo Baglivo e Domenico Ricci.
Il 9 giugno 1944 fu costituito a Milano il Corpo Volontari della Libertà; il successivo 7 dicembre fu firmato un accordo tra i delegati del CLN Alta Italia (CLNAI) e gli Alleati, noto come «Protocolli di Roma», che sancì il riconoscimento formale da parte alleata dell'organizzazione unitaria delle formazioni partigiane. L'accordo trasformò definitivamente le forze partigiane in un corpo armato sottoposto ad un comando militare supremo con a capo Raffaele Cadorna, generale dell'esercito regolare italiano e Ferruccio Parri vicecomandante.

### INuovi quaderni di Giustizia e Libertà
Dal maggio '44 fino alla liberazione a Milano in modo clandestino furono pubblicati i  Nuovi quaderni di Giustizia e Libertà dalla casa editrice Fiaccola , nome che riprendeva il simbolo che compariva tra la G e la L del simbolo del Partito d'Azione 

### La questione istituzionale e la Presidenza del Consiglio di Ferruccio Parri

Ferruccio Parri

Al Congresso di Firenze del 5 settembre 1943 Parri aveva presentato una mozione che subordinava la collaborazione governativa del PdA all'abdicazione di Vittorio Emanuele III a favore dell'omonimo nipote minorenne, con Badoglio titolare di un ministero militare. La mozione venne respinta, su impulso di Lussu e La Malfa, contrari a qualsiasi collaborazione con la dinastia Savoia.
La proposta fu ripresa, con la modifica di prevedere l'incarico di reggenza a favore del maresciallo Badoglio, da parte di Carlo Sforza, quando questi fu "sondato" dal ministro della Real Casa Pietro d'Acquarone, sulla sua disponibilità a succedere a Badoglio nella carica di Capo del Governo. Sforza, antifascista della prima ora, era appena rientrato dall'esilio, prima in Francia e poi negli Stati Uniti, dove era stato strettamente a contatto con Alberto Tarchiani e, pur non aderendo ufficialmente al Partito d'Azione, ne divenne il riferimento per quanto riguarda la politica estera. Già nella seconda metà del 1942, infatti, Sforza era stato destinatario di un documento preparato da La Malfa - che l'esule ebbe cura di far pubblicare sul New York Times - dove si tentava di mettere in guardia l'opinione pubblica statunitense sui doppi fini politici della monarchia.
Nel frattempo, nei territori appena liberati dagli alleati, aderirono anche il demoliberale sardo Mario Berlinguer e il napoletano Francesco De Martino, quest'ultimo già facente parte di un gruppo denominato "Centro meridionale". Al Congresso dei rappresentanti del PdA dell'Italia meridionale, tenutosi a Napoli tra i 18 e il 20 dicembre 1943, i delegati si pronunciarono favorevolmente all'abdicazione del re in favore del nipote minorenne e all'insediamento di un governo su base interpartitica.
Al successivo Congresso di Bari delle forze antifasciste (28-29 gennaio 1944), dove il PdA presentava la delegazione più folta, i partecipanti delegarono Carlo Sforza e Benedetto Croce a trattare con la monarchia su tali basi (abdicazione del re e governo su base interpartitica). Tuttavia, di fronte al rifiuto del re ad abdicare, i due delegati fecero propria la mediazione di Enrico De Nicola - che il re finì per accettare - consistente nel ritiro del sovrano a vita privata con il trasferimento di tutti i suoi poteri al figlio Umberto, che avrebbe assunto la carica di luogotenente del Regno.
Il Partito d'Azione partecipò di malavoglia al secondo governo Badoglio dell'aprile 1944, essendo contrario al compromesso luogotenenziale e all'accantonamento della questione istituzionale sino al termine della guerra di liberazione, imposto dal segretario del PCI Togliatti con la svolta di Salerno, tanto da non indicare ufficialmente i nominativi della sua delegazione (Tarchiani ai Lavori Pubblici e Omodeo alla Pubblica Istruzione). Dopo la liberazione di Roma (giugno 1944), al contrario, il PdA partecipò alle trattative per la nascita di un governo d'unità nazionale che guidasse la ricostruzione democratica ed economica del paese.
Partecipò, quindi, al secondo governo Bonomi con Alberto Cianca (ministro senza portafoglio), Stefano Siglienti alle finanze e Guido De Ruggiero alla Pubblica Istruzione. Lussu realizzò l'affiliazione al PdA del ricostituito Partito Sardo d'Azione, da lui stesso fondato nel primo dopoguerra e successivamente sciolto dal fascismo.
Le divergenze interne, sino ad allora momentaneamente sopite grazie al comune obiettivo della resistenza antifascista, ripresero. Lo scontro ideologico, latente al Nord, scoppiò nell'Italia liberata del Centro-Sud. L'occasione si presentò al congresso centromeridionale azionista che si svolse a Cosenza nell'agosto del 1944. A vincere fu l'ala sinistra di Emilio Lussu contro quella liberaldemocratica di Ugo La Malfa, grazie a 37 112 voti contro 12 078. Il documento approvato definiva il PdA un movimento socialista antiautoritario, autonomista e liberale. Propugnava un controllo democratico del settore economico privato per impedire il riformarsi di posizioni di privilegio ed era favorevole alla collettivizzazione della grande organizzazione industriale, bancaria, agraria e commerciale.
Dopo aver appoggiato esternamente il terzo governo Bonomi, nel giugno del 1945 il Partito d'Azione ottenne addirittura la presidenza del Consiglio con Ferruccio Parri, presidente del partito e già vice-comandante del Corpo Volontari della Libertà. Nel Governo Parri, il Presidente del Consiglio trattenne per sé il Ministero dell'Intero e quello per l'Africa Italiana, Emilio Lussu fu ministro per l'Assistenza postbellica, Ugo La Malfa ministro dei Trasporti, Ernesto Rossi sottosegretario alla Ricostruzione e Carlo Ragghianti alla Pubblica Istruzione. Nel frattempo, Riccardo Lombardi è nominato prefetto di Milano dal CLN dell'Alta Italia (CLNAI).
Il governo Parri cadde nel dicembre 1945, a seguito del ritiro della delegazione del Partito Liberale. Gli succedette il primo Governo De Gasperi, con Ugo La Malfa ministro del Commercio con l'Estero, Lussu ministro per la Consulta Nazionale e Riccardo Lombardi ministro dei Trasporti.

### Le elezioni del 1946 e lo scioglimento

Riccardo Lombardi

Le vecchie divergenze ideologiche si ripresentarono durante il Congresso nazionale tenutosi a Roma tra il 4 e l'8 febbraio 1946. Dopo un dibattito incandescente, Parri riunì tutti i proponenti di mozione, chiedendo loro di ritirarle per convergere su un proprio documento unitario. Di fronte al rifiuto delle altre correnti (Codignola-De Martino, Lombardi e Salvatorelli), tutta la componente liberaldemocratica (Ferruccio Parri, Ugo La Malfa, Oronzo Reale, Bruno Visentini e Altiero Spinelli) abbandonò il Congresso e, poi, il partito. A conclusione della votazione, fu eletto provvisoriamente un segretario (Fernando Schiavetti) e un esecutivo composto da Guido Calogero, Tristano Codignola, Alberto Cianca, Alberto Levi, Ernesto Schiavello, Paolo Vittorelli e Francesco De Martino, mentre Lussu, da allora in poi, preferì dedicarsi alla componente "sardista" del partito. Dopo poco, Riccardo Lombardi assunse la segreteria.

Logo elettorale

I fuoriusciti diedero vita dapprima al Movimento della Democrazia Repubblicana e, poi, alla Concentrazione Democratica Repubblicana. Alle elezioni del 2 giugno 1946 per l'Assemblea Costituente, il Partito d'Azione ottenne solo l'1,5% dei voti e sette eletti, che riuscirono a comporre un gruppo parlamentare Autonomista solo con l'apporto dei due eletti del Partito Sardo d'Azione (Emilio Lussu e Pietro Mastino) e del valdostano Giulio Bordon.. La CDR ottenne lo 0,42% dei voti e due seggi, con l'elezione di Parri e di La Malfa. I due esponenti decisero di aderire al Gruppo Repubblicano in seno all'Assemblea Costituente; infine, nel settembre 1946, la formazione confluì nel Partito Repubblicano Italiano (tranne Spinelli).
Il deludente risultato elettorale, in rapporto all'importante ruolo svolto durante la Resistenza, era prevedibile già da fine '45: i tesserati al partito erano 267 000, quelli del PCI, nello stesso periodo, erano 1 770 896; il rapporto di forza dei due partiti, che, riferito ai partigiani combattenti, era di 1 a 3 a vantaggio dei comunisti, si era dilatato fino alla proporzione di 1 a 9 riguardo ai rispettivi tesserati, testimoniando la grande difficoltà degli azionisti di strutturarsi in partito radicato con le masse elettorali.
I dissensi interni, legati a tematiche importanti come la partecipazione al governo De Gasperi II e ad altri temi, emersero nuovamente. La scissione di Palazzo Barberini dell'11 gennaio 1947, con la costituzione del Partito Socialista dei Lavoratori Italiani (poi PSDI), fu decisiva per la precipitazione del dibattito interno nel PdA, in quanto, già nella prima riunione del nuovo comitato centrale del 25-27 gennaio 1947, si confrontarono due proposte di confluenza, rispettivamente, verso il PSLI (Valiani-Codignola) e verso il PSI (Lombardi-Foa) mentre Lussu vagheggiò una improponibile "federazione socialista" di tutta la sinistra italiana. Formato da una élite di intellettuali, privo di una strategia che riducesse il distacco con le masse che il risultato delle elezioni aveva messo in evidenza, il partito non poteva reggere il confronto con i concorrenti.
Un secondo congresso nazionale fu convocato il 31 marzo 1947 al teatro Valle di Roma con l'obiettivo di rilanciare il partito, ricucire lo strappo dei repubblicani ed eleggere una nuova classe dirigente. Dopo una serie di trattative tenute con i socialisti e i socialdemocratici, il 20 ottobre 1947 il comitato centrale, guidato dal segretario Riccardo Lombardi, decise la confluenza nel PSI e la conseguente cessazione del partito, con 64 voti favorevoli, contro 29. Si noti come tuttavia, a differenza di casi analoghi, tutti i deputati del piccolo gruppo parlamentare azionista rimasero al suo interno fino alla fine della legislatura, volendo mantenersi fedeli alla proposta fatta ai tempi agli elettori. Altri infine preferirono confluire nel Partito Repubblicano Italiano.

## Ideologia
Dopo la caduta del fascismo, il PdA riuscì a presentarsi come un partito che lottava per un cambiamento radicale della società italiana, rompendo sia con il fascismo che con l'Italia pre-fascista; per una società laica e secolarizzata, contrapponendosi ai democristiani; per una società democratica e progressista, ma pluralista e con ordinamenti politici liberali, contrapponendosi ai comunisti, ancora saldamente legati all'Unione Sovietica. Per questi motivi distintivi, il PdA riuscì a raccogliere vasti consensi tra le persone desiderose di combattere contro il nazifascismo.
Il partito si proponeva come scopo principale la realizzazione di un progetto di equità, accompagnato dalla giustizia sociale e dalla fede incrollabile nella democrazia e nella libertà. Era anche europeista e proclamava la necessità di costituire una formazione politica antifascista, a metà strada tra la Democrazia Cristiana (definita immobilista), il Partito Socialista e i comunisti, con i quali gli azionisti discordavano riguardo alla proprietà privata e, soprattutto, riguardo al concetto di dittatura del proletariato, identificato con la dittatura del partito. Comunque, anche il PdA, almeno nella sua componente maggiormente socialista liberale, era molto distante dall'ideologia liberista e, nelle componenti interne di sinistra come Bruno Trentin, Emilio Lussu, Riccardo Lombardi e Vittorio Foa, attraversato da visioni di parziale socializzazione dei mezzi di produzione e di democratizzazione del sistema produttivo, mentre la stragrande maggioranza del partito si era più volte espressa in favore della nazionalizzazione dei grandi complessi industriali e dei servizi pubblici come acqua, energia elettrica, autostrade, distribuzione di combustibili e riscaldamenti, gas ecc.

## La dispersione delle componenti

### L'esperienza di "Unità Popolare"
Lo scioglimento del Partito d'Azione dette origine a una vera e propria "diaspora" dei suoi esponenti. La maggior parte confluì nel Partito Socialista Italiano ma la componente minoritaria (Piero Calamandrei, Tristano Codignola, Aldo Garosci, Paolo Vittorelli) che si era espressa contro lo scioglimento del partito, costituì il movimento “Azione Socialista Giustizia e Libertà” e mantenne la proprietà della testata giornalistica L'Italia Socialista (già: L'Italia libera), con la direzione di Garosci. L'8 febbraio 1948, a Milano, “Azione Socialista Giustizia e Libertà” dette vita all'Unione dei Socialisti, insieme a una componente dissidente del PSI, guidata da Ivan Matteo Lombardo, al movimento “Europa Socialista” di Ignazio Silone e ad alcuni ex giellini indipendenti. L'Unione dei Socialisti partecipò alle elezioni politiche del 1948 nell'ambito della coalizione di Unità Socialista, insieme al PSLI. Il 31 gennaio 1949 confluì ufficialmente nel PSLI che, nell'occasione, cambiò il suo nome in PSDI.
Successivamente, il 1º febbraio 1953, la componente ex azionista del gruppo di Calamandrei e Codignola uscì anche dal PSDI e formò Autonomia Socialista, insediandosi nella vecchia sede fiorentina del soppresso movimento “Azione Socialista Giustizia e Libertà”. Il 18 aprile 1953, in vista delle elezioni politiche, costituì il movimento Unità Popolare, con l'obiettivo di far fallire la cosiddetta legge elettorale "truffa" varata dal governo De Gasperi. Autonomia Socialista di Calamandrei formò la componente principale del nuovo movimento al quale, successivamente, aderì Ferruccio Parri, insieme a Leopoldo Piccardi, Federico Comandini e Carlo Levi.
Il movimento ebbe anche il sostegno di Adriano Olivetti e del suo Movimento Comunità, di Carlo Bo, Norberto Bobbio, Mario Soldati e Leo Valiani; tuttavia, colto il risultato di non fare scattare per un pugno di voti il premio di maggioranza a favore dei vincitori (la DC e gli alleati centristi), il raggruppamento non riuscì a proporsi come centro di coagulazione di un socialismo democratico di ispirazione non marxista. Nel 1957 votò, a maggioranza, la sua dissoluzione e la confluenza nel PSI. Aldo Garosci, contrario alla fusione, lasciò temporaneamente la politica. Alla fine degli anni sessanta vi rientrò, prima come dirigente del Partito Socialista Unificato, poi nuovamente nel PSDI.
Nel 1984, il Presidente della Repubblica Sandro Pertini nominò senatore a vita Norberto Bobbio, che si iscrisse prima come indipendente nel gruppo socialista, poi nel 1991 al gruppo misto e, dal 1996, al gruppo parlamentare del Partito Democratico della Sinistra.

### Emilio Lussu e Vittorio Foa
In Sardegna, la maggioranza del Partito Sardo d'Azione ruppe il patto di affiliazione e si riprese la propria autonomia. Emilio Lussu guidò un gruppo di "sardisti" verso la fondazione del Partito Sardo d'Azione Socialista che ebbe un'esistenza effimera; presentatosi col proprio simbolo alle prime elezioni regionali (dove ottenne il 6,6% e elesse tre consiglieri), confluì anch'esso, nel novembre del 1949, nel Partito Socialista Italiano. Lussu, insieme a Vittorio Foa, partecipò alla scissione socialista contro la politica di intese con la Democrazia Cristiana avviata da Nenni, da cui, nel 1964, nacque il PSIUP (Partito Socialista Italiano di Unità Proletaria). A mano a mano che il PSIUP entrava nell'orbita del PCI, tuttavia, Lussu guardò con crescente distacco anche a questa nuova esperienza e, dopo il 1968, per motivi di salute, si ritirò dalla vita politica attiva. Foa, invece, nel 1972, dopo lo scioglimento del PSIUP, cambiò più volte partito, approdando dapprima al Partito di Unità Proletaria (1972-1978), poi a Democrazia Proletaria (1978-1987), quindi al Partito Comunista Italiano (1987-1991), pur dichiarando di non essere mai stato comunista, e, infine, al Partito Democratico della Sinistra.

### Il Partito radicale
Ernesto Rossi si era allontanato dal PdA dopo il congresso di Cosenza dell'agosto del 1944, non condividendo la linea impressa al partito da Emilio Lussu. Era entrato, in seguito, nel Partito Liberale, diventando progressivamente il leader dell'ala sinistra. Il 10 dicembre 1955, al teatro Cola di Rienzo di Roma, la sinistra liberale, guidata da Rossi, costituì il Partito Radicale. L'anno dopo, vi confluì l'ala liberaldemocratica del movimento di Unità Popolare (Piccardi, Valiani). Il PR, tuttavia, non riuscì ad eleggere nemmeno un parlamentare sino al 1976.
Nel 1959 nacque, in seno al partito, una linea politica dall'accento fortemente anticlericale che si concretizzò in una vera e propria campagna antidemocristiana, accusando apertamente la DC di aver costruito un regime. Ciò determinò un primo importante dissenso interno che si concluse con l'allontanamento di Leo Valiani.
Nel 1961 dalle colonne del Mondo, rivista di riferimento del Partito radicale, Leopoldo Piccardi, membro della segreteria, fu accusato di aver partecipato, nel 1938-39 a due convegni italo-tedeschi, in cui si erano toccati argomenti razziali. Il gruppo di personalità vicine alla direzione del "Mondo", chiese le dimissioni di Piccardi, che furono rassegnate nell'ottobre 1962, insieme a quelle di Ernesto Rossi, che uscì dal partito.
Il 12 gennaio 1980 Leo Valiani fu nominato senatore a vita dal Presidente della Repubblica Sandro Pertini e si iscrisse, come indipendente, al gruppo parlamentare repubblicano.

### Parri e la Sinistra indipendente
Nel 1963, Parri fu nominato senatore a vita dal presidente della Repubblica Antonio Segni e si iscrisse al gruppo misto. Alla fine del 1967 in vista delle elezioni politiche del 1968, lanciò un appello per l'unità delle sinistre e riuscì ad ottenere l'adesione di molte personalità del mondo politico e culturale italiano che si presentarono come indipendenti nelle liste PCI-PSIUP. Gli indipendenti eletti al Senato formarono un gruppo parlamentare autonomo denominato Sinistra Indipendente di cui Parri fu il presidente per molti anni, mantenendosi all'opposizione dei vari governi di centrosinistra dell'Italia degli anni sessanta e settanta. Tra le personalità della Sinistra indipendente provenienti dal Partito d'Azione, si ricordano Alessandro e Carlo Galante Garrone, Carlo Levi e Altiero Spinelli. Quest'ultimo fu anche eletto nel 1979 come indipendente nella lista del PCI al primo Parlamento europeo di cui fu membro per dieci anni. Il 14 febbraio 1984 propose un progetto costituzionale per gli Stati Uniti d'Europa; il progetto venne approvato dal Parlamento europeo e, sia pur successivamente bocciato dal Consiglio europeo, influenzò in maniera significativa l'Atto unico europeo, primo tentativo di profonda revisione dei trattati istitutivi della Cee e dell'EURATOM.

## Segretari
- Segreteria collettiva composta da Ferruccio Parri (responsabile militare al Nord) e Pasquale Schiano, Filippo Caracciolo e Adolfo Omodeo (al Sud) (settembre 1943 - settembre 1945)
- Segreteria collettiva composta da Altiero Spinelli, Vittorio Foa, Oronzo Reale, Ugo La Malfa e Emilio Lussu (settembre - dicembre 1945)
- Ferruccio Parri (dicembre 1945 - febbraio 1946)
- Riccardo Lombardi (febbraio 1946 - 20 ottobre 1947)

## Esponenti principali
- Giorgio Agosti
- Vittorio Albasini
- Pilo Albertelli
- Antonio Armino
- Ugo Baglivo
- Vincenzo Baldazzi
- Giorgio Bassani
- Achille Battaglia
- Luigi Battisti
- Riccardo Bauer
- Mario Berlinguer
- Norberto Bobbio
- Giorgio Bocca
- Mario Bracci
- Paolo Braccini
- Giuseppe Bruno
- Piero Calamandrei
- Guido Calogero
- Filippo Caracciolo
- Carlo Cassola
- Bianca Ceva
- Carlo Azeglio Ciampi
- Alberto Cianca
- Federico Chabod
- Tristano Codignola
- Federico Comandini
- Enrico Cuccia
- Benedetto Dalmastro

- Mario Dal Pra
- Alberto Damiani
- Francesco De Martino
- Guido Dorso
- Guido De Ruggiero
- Francesco Fancello
- Sergio Fenoaltea
- Vittorio Foa
- Tommaso Fiore
- Alessandro Galante Garrone
- Carlo Galante Garrone
- Duccio Galimberti
- Ettore Gallo
- Aldo Garosci
- Leone Ginzburg
- Ada Gobetti
- Ugo La Malfa
- Dante Livio Bianco
- Carlo Levi
- Riccardo Lombardi
- Emilio Lussu
- Massenzio Masia
- Luigi Meneghello
- Franco Mercurelli
- Massimo Mila
- Adriano Bet

- Eugenio Montale
- Augusto Monti
- Adolfo Omodeo
- Ferruccio Parri
- Carlo Ludovico Ragghianti
- Antonio Ramirez
- Oronzo Reale
- Ernesto Rossi
- Manlio Rossi Doria
- Luigi Salvatorelli
- Pasquale Schiano
- Fernando Schiavetti
- Stefano Siglienti
- Fermo Solari
- Altiero Spinelli
- Giorgio Spini
- Alberto Tarchiani
- Adolfo Tino
- Nello Traquandi
- Silvio Trentin
- Giusto Tolloy
- Leo Valiani
- Mario Vinciguerra
- Bruno Visentini
- Paolo Vittorelli
- Edoardo Volterra
- Bruno Zevi

## Nelle istituzioni

### Governi
- Governo Badoglio II
- Governo Bonomi II
- Governo Bonomi III
- Governo Parri
- Governo De Gasperi I

### Presidente del Consiglio dei ministri del Regno d'Italia
- Ferruccio Parri

## Risultati elettorali

### Assemblea Costituente
| Elezione       | Voti    | %    | Seggi   |
| -------------- | ------- | ---- | ------- |
| Politiche 1946 | 334.748 | 1,45 | 7 / 556 |